# Persea hartwegii
Persea hartwegii är en lagerväxtart som först beskrevs av Carl Daniel Friedrich Meisner, och fick sitt nu gällande namn av William Botting Hemsley. Persea hartwegii ingår i släktet avokador, och familjen lagerväxter. Inga underarter finns listade i Catalogue of Life.